# Андреев, Юрий Сергеевич
Юрий Сергеевич Андреев (латыш. Jurijs Andrejevs; 16 января 1957, Рига) — советский футболист, защитник, советский и латвийский футбольный тренер.

## Биография
Воспитанник латвийского футбола. В соревнованиях мастеров провёл только два сезона — в 1977—1978 годах сыграл 18 матчей во второй лиге СССР за рижскую «Даугаву». Много лет выступал за команды чемпионата Латвийской ССР среди КФК — рижские «Юрниекс», РЭЗ, «Прогресс», «Целтниекс», «Альфа», «Торпедо», «Светотехника». Неоднократно включался в символическую сборную чемпионата республики. Лишь один раз стал победителем чемпионата — в составе «Альфы» в 1985 году.
С конца 1980-х годов начал тренерскую карьеру. В 1989 году входил в тренерский штаб «Даугавы», клуб в том сезоне вылетел из первой лиги. В 1994 году тренировал «Пардаугаву», финишировавшую шестой в высшей лиге Латвии. В 1995 году вошёл в тренерский штаб «Сконто», где стал ассистентом Александра Старкова.
Много лет работал с юниорскими и молодёжными сборными Латвии. В начале 1990-х годов тренировал сборные до 17 и до 19 лет, в 1994—1995 и 1998—2001 годах — тренер сборной до 21 года. С 2001 года, после назначения Старкова главным тренером национальной сборной, Андреев ассистировал ему и в сборной, и в клубе.
В сентябре 2004 года после ухода Александра Старкова в московский «Спартак» сменил его в должности главного тренера «Сконто». В ноябре 2004 года сменил его же роли главного тренера сборной Латвии. Со «Сконто» стал победителем чемпионата Латвии 2004 года, однако следующий сезон не задался — многократный чемпион страны упустил первую строчку, а в еврокубках клуб уступил македонскому «Работнички» (0:6), и в июле 2005 года тренер подал в отставку. Сборную Латвии возглавлял до марта 2007 года, когда после поражения от Лихтенштейна (0:1) его сменил вернувшийся на тренерский пост Старков.
Под его руководством сборная сыграла 31 матч, из них 8 побед, 7 ничьих и 16 поражений; стала победителем товарищеского турнира в Таиланде.
После ухода из сборной в 2007 году назначен спортивным директором лиепайского «Металлурга», а в первой половине 2008 года работал главным тренером клуба. В дальнейшем — спортивный директор в Федерации футбола Латвии.

## Семья
Сын, Вадим, генеральный директор «Крылья Советов».